# 奧爾特尼亞

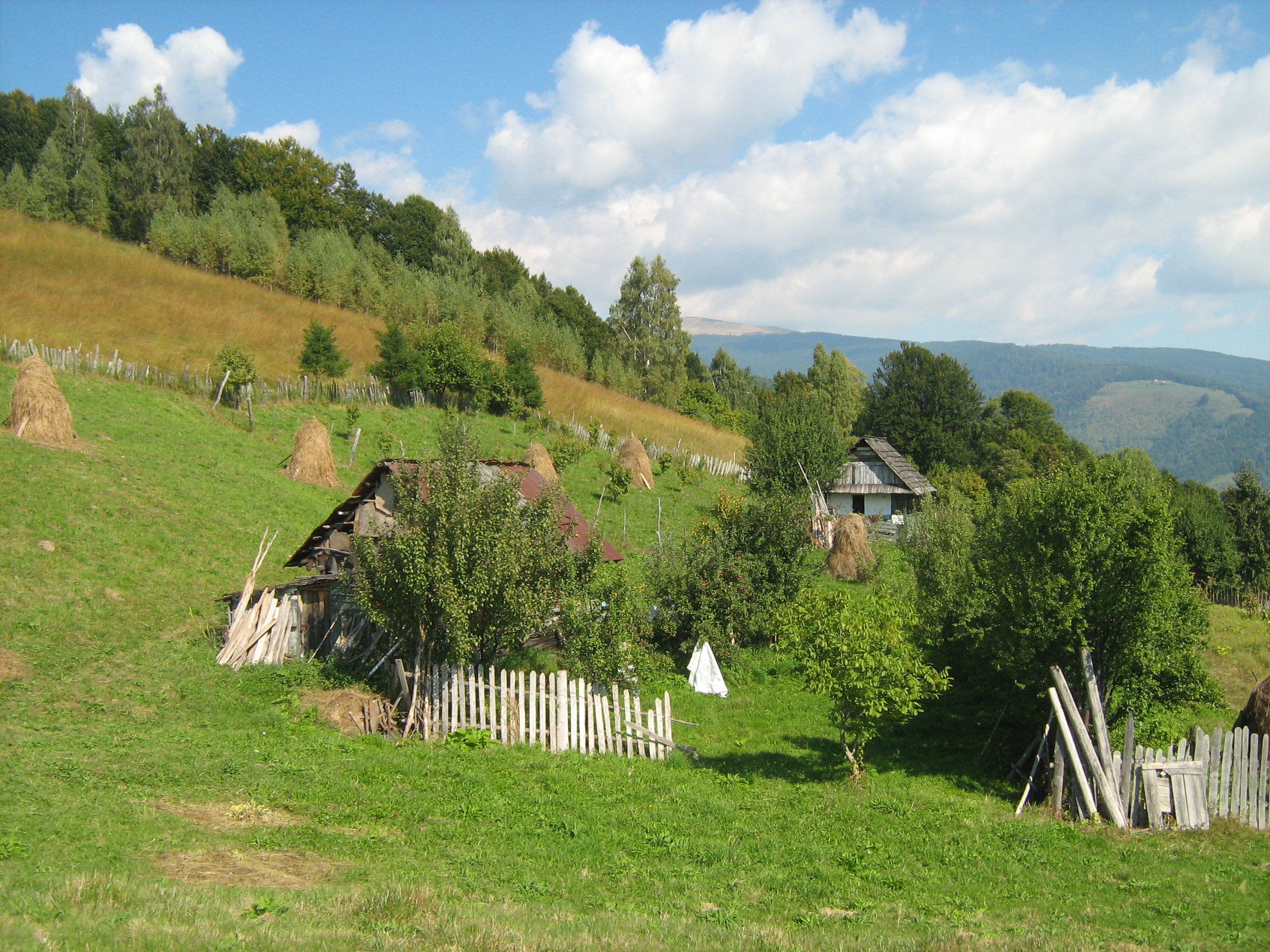
奥尔特尼亚

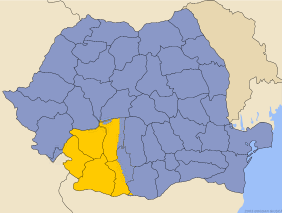
黃色部分即為奧爾特尼亞

奧爾特尼亞（Oltenia），又稱小瓦拉幾亞，是羅馬尼亞的一個地區名。指瓦拉幾亞西部地區。其以東是被稱為「大瓦拉幾亞」的蒙特尼亞。
奧爾特尼亞包括了以下5個縣。
- 沃爾恰縣
- 奧爾特縣
- 戈爾日縣
- 多爾日縣
- 梅赫丁茨縣